# 御成
御成（おなり・御成り）とは、貴人、天下人、将軍らが外出すること。

## 概要
皇族に関して言えば、天皇・皇后・皇太后・皇太子・皇太子妃以外の外出を指す。
天皇、皇后の外出（行幸、行啓の言葉があるため）に「御成」が使われることはないとされているが、名古屋市の「御成通」（昭和天皇行幸にちなむ）のように使い方の厳密さはなく、幅広に用いられている実態がある。
室町時代には足利将軍、安土桃山時代には豊臣秀吉、江戸時代には徳川将軍（大御所を含む）のほか大名の外出も御成と表現される例が多い。

## 豊臣秀吉の御成
豊臣秀吉は前田邸には7度、他に毛利邸などに御成をしている。

## 徳川将軍の御成
江戸時代には、将軍（時には大御所）が、臣下の邸宅を訪問することを特に御成と表現した。御成りは、世間に主従関係を知らしめるための機会であり、それを受ける各藩は名誉と受け取っていた。
元和9年、江戸時代に最初の大規模な御成が行われ、その際、尾張藩が徳川秀忠を迎えた際のもてなしかた（茶の湯、観能など）は「元和御成記」として記録され、以後、江戸時代を通じて御成が様式化した。
簡素化された時代もあるが、御成にあたっては、大規模な江戸屋敷の大改装（庭園や能舞台の造成、改装）や諸道具の新調や随伴者の土産品の調達まで多額の労力と費用が費やされた。
元禄15年初頭、徳川綱吉から加賀藩（当時の藩主は前田綱紀）に対して御成の意向が下知されると、加賀藩は早速、本国から職人を呼び寄せて準備を開始、同年4月の御成までにかかった総費用は約36万両（仮に1両30万円換算だと約1,080億円）に達し、元禄時代ならではの華やかさが伝えられている。

## 地名
- 御成街道
- 御成町
- 御成橋
- 御成台
- 御成門駅